# 沃伊斯拉維奇
50°33′29″N 24°11′59″E / 50.55806°N 24.19972°E
沃伊斯拉維奇（烏克蘭語：Войславичі），是烏克蘭西部的村莊，隸屬利維夫州的舍普季茨基區。該村始建於1415年，面積2.3平方公里，2001年人口652，人口密度每平方公里283.23人。